# Landgericht Alsfeld
Das Landgericht Alsfeld war von 1821 bis 1879 als Landgericht ein erstinstanzliches Gericht der ordentlichen Gerichtsbarkeit in Alsfeld (im heutigen Vogelsbergkreis) im Großherzogtum Hessen.

## Geschichte

### Ausgangslage
Die Rechtsprechung der ersten Instanz wurde im Großherzogtum Hessen vor 1821 durch die Ämter wahrgenommen, in denen Rechtsprechung und Verwaltung noch nicht getrennt waren. Die Ämter waren nicht alle staatlich. In einigen lagen die entsprechenden Hoheitsrechte ganz oder teilweise in den Händen Adeliger (Patrimonialgerichte).

### Gründung
Ab 1821 trennte das Großherzogtum Hessen auch auf der unteren Ebene die Rechtsprechung von der Verwaltung. 
In einem ersten Schritt geschah das zunächst in den Bereichen des Staates, in denen er die Hoheitsrechte in vollem Umfang ausübte (Dominiallande). Die bisher von den Ämtern wahrgenommenen Aufgaben wurden nun in Landratsbezirken (zuständig für die Verwaltung) und Landgerichtsbezirken (zuständig für die Rechtsprechung) neu organisiert. Dabei wurde auch das Landgericht Alsfeld aus dem Amt Alsfeld und jeweils Teilen der Ämter Romrod und Ulrichstein geschaffen.

### Weitere Entwicklung
Das Landgericht Alsfeld gab am 1. Dezember 1838 neun Gemeinden an das neu eingerichtete Landgericht Ulrichstein ab.
In Folge des  Friedensvertrags vom 3. September 1866 mit Preußen kamen vier Gemeinden vom ehemals kurhessischen Gericht Katzenberg zum Landgericht Alsfeld.

### Ende
Mit dem Gerichtsverfassungsgesetz von 1877 wurden Organisation und Bezeichnungen der Gerichte reichsweit vereinheitlicht. Zum 1. Oktober 1879 hob das Großherzogtum Hessen deshalb die Landgerichte auf. Funktional ersetzt wurden sie durch Amtsgerichte. So ersetzte nun das Amtsgericht Alsfeld das Landgericht Alsfeld. „Landgerichte“ nannten sich nun die den Amtsgerichten direkt übergeordneten Obergerichte. Das Amtsgericht Alsfeld war dem Bezirk des Landgerichts Gießen zugeordnet.

## Bezirk
Dem Landgericht Alsfeld waren folgende Gemeinden zugeordnet:
| Gemeinde         | 1821 | später | 1878 | Anmerkung                                                                             |
| ---------------- | ---- | ------ | ---- | ------------------------------------------------------------------------------------- |
| Alsfeld          | ×    |        | ×    | Aus dem Amt Alsfeld                                                                   |
| Altenburg        | ×    |        | ×    | Aus dem Amt Alsfeld                                                                   |
| Angenrod         |      | 1839   | ×    | Vom Landgericht Homberg an der Ohm                                                    |
| Bieben           | ×    |        | ×    | Aus dem Amt Alsfeld, einschließlich Merlos                                            |
| Billertshausen   |      | 1839   | ×    | Vom Landgericht Homberg an der Ohm                                                    |
| Brauerschwend    | ×    |        | ×    | Aus dem Amt Alsfeld                                                                   |
| Eifa             | ×    |        | ×    | Aus dem Amt Alsfeld                                                                   |
| Elbenrod         | ×    |        | ×    | Aus dem Amt Alsfeld                                                                   |
| Eudorf           | ×    |        | ×    | Aus dem Amt Alsfeld                                                                   |
| Eulersdorf       | ×    |        | ×    | Aus dem Amt Alsfeld                                                                   |
| Felda            | ×    |        |      | Aus dem Amt Ulrichstein; 1838 an das Landgericht Ulrichstein                          |
| Fischbach        | ×    |        | ×    | Aus dem Amt Alsfeld                                                                   |
| Grebenau         | ×    |        | ×    | Aus dem Amt Alsfeld                                                                   |
| Heidelbach       | ×    |        | ×    | Aus dem Amt Alsfeld                                                                   |
| Helpershain      | ×    |        |      | Aus dem Amt Ulrichstein; 1838 an das Landgericht Ulrichstein                          |
| Hergersdorf      | ×    |        | ×    | Aus dem Amt Romrod                                                                    |
| Kestrich         |      | 1823   | ×    | Schenck zu Schweinsbergisches Patrimonialgericht; 1838 an das Landgericht Ulrichstein |
| Köddingen        | ×    |        |      | Aus dem Amt Ulrichstein; 1838 an das Landgericht Ulrichstein                          |
| Leusel           | ×    |        | ×    | Vom Landgericht Homberg an der Ohm                                                    |
| Liederbach       | ×    |        | ×    | Aus dem Amt Romrod                                                                    |
| Meiches          | ×    |        |      | Aus dem Amt Ulrichstein; 1838 an das Landgericht Ulrichstein                          |
| Ober-Breidenbach | ×    |        | ×    | Aus dem Amt Romrod                                                                    |
| Ober-Sorg        | ×    |        | ×    | Aus dem Amt Romrod                                                                    |
| Ohmes            |      | 1867   | ×    | Vom ehemals kurhessischen Gericht Katzenberg                                          |
| Rainrod          | ×    |        | ×    | Aus dem Amt Alsfeld                                                                   |
| Reibertenrod     | ×    |        | ×    | Aus dem Amt Alsfeld                                                                   |
| Reimenrod        | ×    |        | ×    | Aus dem Amt Alsfeld                                                                   |
| Renzendorf       | ×    |        | ×    | Aus dem Amt Alsfeld                                                                   |
| Romrod           | ×    |        | ×    | Aus dem Amt Romrod                                                                    |
| Ruhlkirchen      |      | 1867   | ×    | Vom ehemals kurhessischen Gericht Katzenberg                                          |
| Schwabenrod      | ×    |        | ×    | Aus dem Amt Alsfeld                                                                   |
| Schwarz          | ×    |        | ×    | Aus dem Amt Alsfeld                                                                   |
| Seibelsdorf      |      | 1867   | ×    | Vom ehemals kurhessischen Gericht Katzenberg                                          |
| Storndorf        | ×    |        | ×    | Kondominat zwischen Hessen und Seebach (Adelsgeschlecht)                              |
| Strebendorf      | ×    |        | ×    | Aus dem Amt Romrod                                                                    |
| Stumpertenrod    | ×    |        |      | Aus dem Amt Ulrichstein 1838 an das Landgericht Ulrichstein                           |
| Udenhausen       | ×    |        | ×    | Aus dem Amt Alsfeld; 1879 an das Amtsgericht Lauterbach;                              |
| Unter-Sorg       | ×    |        | ×    | Aus dem Amt Romrod                                                                    |
| Vadenrod         | ×    |        | ×    | Aus dem Amt Romrod                                                                    |
| Vockenrod        |      | 1867   | ×    | Vom ehemals kurhessischen Gericht Katzenberg                                          |
| Wallersdorf;     | ×    |        | ×    | Aus dem Amt Alsfeld                                                                   |
| Windhausen       | ×    |        |      | Aus dem Amt Ulrichstein 1838 an das Landgericht Ulrichstein                           |
| Zell             |      | 1823   | ×    | Vom Landgericht Homberg an der Ohm                                                    |

## Übergeordnete Gerichte
Dem Landgericht Alsfeld übergeordnet war das Hofgericht Gießen und im weiteren Instanzenzug das Oberappellationsgericht Darmstadt.

## Richter
- Christoph Trapp